# Vitráže katedrály svatého Martina v Bratislavě

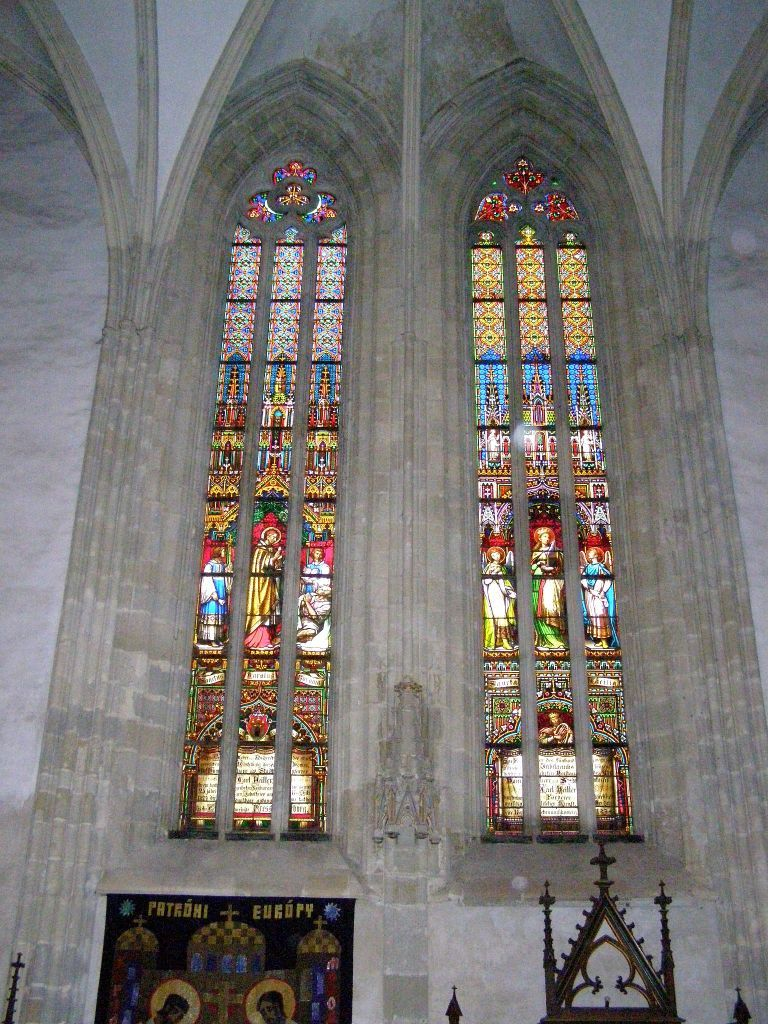
Dvojice vitrážových oken v jižní lodi katedrály věnovaná městskému faráři Karlovi Heillerovi

Vitráže Katedrály svatého Martina v Bratislavě jsou důležitou umělecko-historickou památkou nejvýznamnější sakrální stavby Bratislavy.
Dnešní vitrážová okna katedrály, pocházející až z období regotizace chrámu v sedmdesátých letech 19. století, přesto představují významný umělecko-historický doklad své doby a jako takové tvoří tvoří významnou část chrámové výzdoby.
Celkový počet vitráží řadí katedrálu svatého Martina mezi objekty s jejich početně nejbohatším zastoupením v sakrálních objektech na Slovensku. Celkově chrám prosvětluje třiadvacet vitrážových oken. Z jednotlivých prostorů je jich nejvíce ve svatyni a v obou bočních lodích – po devíti. Varhanní empora a jižní předsíň mají po jednom okně a tři se nacházejí v kapli svaté Anny.
Vznik okenních vitráží v dómu má úzkou spojitost s obdobím puristické přestavby chrámového interiéru v druhé polovině 19. století. Její iniciátorem byl dómský farář a kanovník bratislavské kapituly Karol Heiller (farářem v letech 1848–1889) a Spolek na restaurování bratislavského Dómu (Pressburger Domrestaurirungsverein), který vznikl v roce 1863 na Heillerův popud a jemuž od počátku jeho existence předsedal. Za aktivitami spolku, jehož předními členy byly mnohé významné osobnosti soudobé Bratislavy, je nejen vznik historizujících vitráží ale i radikální změny ve výzdobě interiéru dómu.
Dnešní vitráže nahradily původní barokní výplně oken, které tvořily šestiúhelníkové skleněné tabulky, pocházející podle datování z roku 1735. Jejich zhotovitelem byly firmy Karla Geylinga z Vídně a Eduarda Kratzmanna z Budapešti. Všechny mají důležitou vypovídací historickou hodnotu – informují o době svého vzniku, ale především o osobách svých donátorů, kterými byli významní církevní hodnostáři, ale i světští představitelé města a kteří jsou na nich na četných textech jmenovitě uvedeni. Okna bohatá na dekor i na figurální náměty jsou velmi zajímavým svědectvím z hlediska historického, heraldického a ikonografického.
Vitráže bratislavského dómu mají vysokou kvalitativní úroveň. Kromě ikonografické hodnoty jejich historicko-dokumentační hodnota spočívá nejen v dedikačnich nápisech, ale i ve skutečnosti, že patří k minimu těch vitráží na Slovensku, kde jsou prokazatelně identifikovaní jak autoři návrhu, tak i jeho realizátoři.

## Presbytář
Svatyně katedrály obsahuje devět vitrážových oken – tři na severní stěně, pět na jižní stěně a okno na čelní stěně. Mezi okny severní stěny jsou významná dvě okna – tzv. okno manželských párů a tzv. okno kanovníků.
Horní část okna manželských párů zdobí postavy svatého Josefa a Panny Marie, dolní část okna rozděleného pruty na čtyři svislé pole vyplňuje šestnáct erbů rozdělených do osmi dvojic. Představují kolekci rodových erbů významných šlechtických rodů uherských (dominují příslušníci rodu Dessewfyů a Wenkheimů) existenčně spjatých s Bratislavou. Pod každou dvojicí aliančních erbů, spojených hodnostní korunou, je datum uzavření sňatku a jména obou snoubenců.
1. Erb Aladára Andrášiho je nesprávný (došlo k záměně s erbem Maxmiliána Hoyose ve spodní tabulce). Aladár, člen významné rodiny Andrášiů, pocházel ze Zemplínské župy, vlastnil majetky na Krásné Hôrce. Byl gemerským a zemplínským županem; zúčastnil se maďarské buržoazní revoluce. Zemřel v roce 1903 v Budapešti. 21. června 1862 se v dómě svatého Martina oženil s baronkou Leontinou Wenkheimovou. Rod Wenkheimů uvádějící své předky již v 17. století, pocházel z dnešního středního Německa.
2. Jozef Veče (Vécsey) (* 3.2.1829) byl synem hlavního župana Satumarské župy; nejprve nastoupil vojenskou kariéru, později působil v župní zprávě a byl c. k. komorníkem. 4. prosince 1861 uzavřel v dómu sňatek s Blankou Dessewffyovou, členkou široce rozvětvené uherské šlechtické rodiny. Její příslušník, šarišský hlavní župan Samuel Dessewffy, získal v roce 1756 titul barona a v roce 1775 titul hraběte.
3. Hrabě Emil Dessewffy byl c. k. komorníkem a významným národohospodářem. Byl členem uherské akademie věd (od roku 1855 do své smrti 10.1.1866 byl jejím předsedou). Činný byl i v politice; mimo jiné se podílel na přípravě dokumentů při rakousko-uherském vyrovnání. 18. června 1838 se v Pešti oženil s Paulinou Wenkheimovou, dcerou hlavního župana Aradské župy.
4. Ján Nepomuk Zici (Zichy) byl příslušníkem předního aristokratického rodu, kterému patřilo na území dnešního Slovenska mnoho panství (mj. vlastnili dnešní Rusovce). Narodil se v Cíferu c. k. hraběti Karlovi Zicimu a jeho první manželce Antonii Baťányové. Zemřel v roce 1911 v Budapešti. 17. června 1848 se v dómu oženil s Marií Krayovou, příslušnicí rodu pocházejícího ze Šarišské župy. Její předek Pavel (1735–1804) dosáhl významné vojenské kariéry. Rod měl baronský titul od roku 1762. Mária svého manžela přežila o dva roky.
5. Maximilián Hoyos (erb patří nad ním uvedenému Aladáru Andrášimu) byl příslušníkem hraběcího rodu pocházejícího ze španělské Kastilie. Uherský indigenát získali v roce 1827. Maximilián se narodil v švýcarském Hornu u Bodamského jezera; byl dragounským kapitánem, později c. k. komorníkem. 17. dubna 1873 se oženil s Terezií Wenkheimovou, se kterou měl později pět dětí. Když Terezie zemřela ve stáří osmdesát osm let a svého manžela přežila o téměř šedesát let.
6. Aurel Dessewffy, politik, národohospodář, člen uherské akademie věd si 16. října 1869 v dómu vzal za manželku hraběnku Palmu Károlyovou. Károlyové patřili k původní uherské šlechtě; svoje předky uváděli již od 13. století. Baronský titul získali v roce 1609, hraběcí titul v roce 1712.
7. Ľudovít Windischgrätz (také Windisch-Grätz) pocházel ze štýrského šlechtického rodu. V hierarchii šlechtických titulů rod dosáhl vrcholu, když v roce 1822 získal knížecí titul. Z příslušníků rodu vynikl Alfréd I. Windischgrätz, potlačitel revoluce v Praze a ve Vídni v letech 1848–1849. Jeho synem byl Ludvík Josef Mikuláš Kristián, donátor vitráže. V době sňatku, 8. února 1870, byl plukovníkem dragounského regimentu. Zemřel 14.3.1904 v hodnosti generálporučíka. Za manželku měl Valérii Dessewffyovou, dceru Emila Dessewffyho a Paulíny Wenkheimové (donátorů třetí vrchní vitrážové tabulky).
8. Otec hraběte Filipa Lamberga, komorníka a majora milice, vlastnil v Prešpurku dnešní Balassův palác na Panské ulici. Fasádu budovy dodnes zdobí (už jen kopie) erbu Lambergů. Filip si 19. srpna 1869 vzal za manželku další příslušnici rodu Wenkheimů, Marii, se kterou měl jednu dceru.

Druhým zajímavým vitrážových oknem v presbytáři je čtyřdílné tzv. okno kanovníků v jeho severovýchodním rohu, které chrámu věnovalo devět kanovníků Bratislavské kapituly (podle toho okno dostalo pojmenování). Celkově má vitráž pouze jednoduchou ornamentiku; zajímavá je však její spodní část obsahující v textové podobě původní datace 1867, seznam kanovníků-donátorů v latinské podobě jmen a text připomínající renovaci v roce 1966. Políčko úplně vpravo obsahuje obraz otevřené knihy (resp. slavnostní listiny) opatřené dvěma pečetěmi, jejíž text překrývá stuha v maďarských národních barvách s visícím odznakem. Text listiny hlásá titulaturu rakouského císaře a uherského krále Františka I., který 26. května 1831 udělil členům bratislavské kapituly na památku korunovace svého syna Ferdinanda V. v dómu v září 1830 čestný Kapitulský odznak (Kapitelzeichen). Odznak tvořil bíle olemovaný řecký kříž, s konci kuželovými v tupém úhlu, s jedním zlatým dubovým listem, překrytý bílým emailovým medailonem s vyobrazeným svatým Martinem z Tours. Kruhopis medailonu nese nápis PATRONUS COLLEGIATAE ECCLESIAE POSONIENSIS.

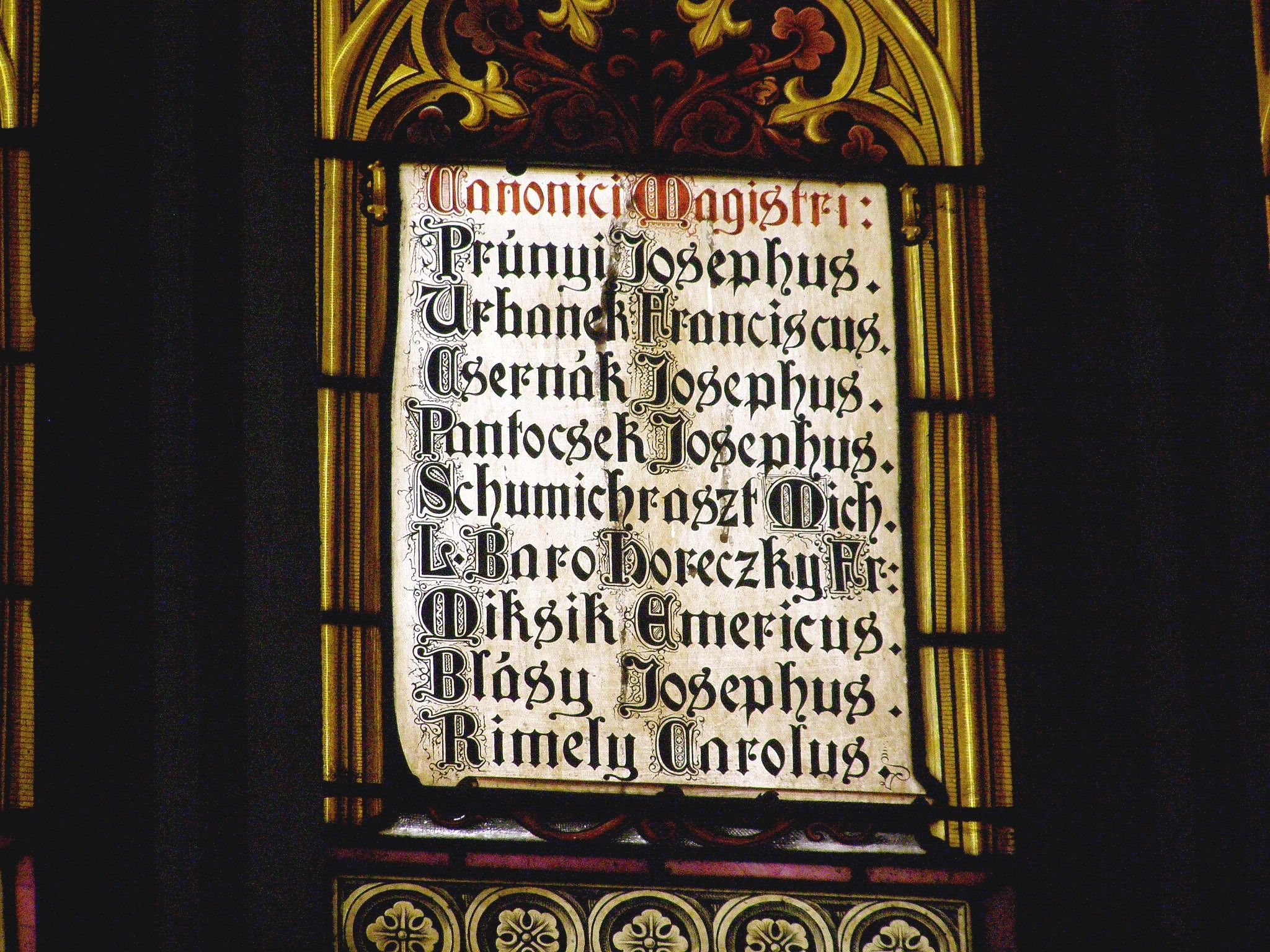
Seznam kanovníků-učenců na tabulce vitrážového okna

- Jozef Prúnyi (1793–1867) pocházel z Brezna, vystudoval filozofii a teologii (byl profesorem filozofie a dogmatiky na bohoslovecké semináři). V roce 1847 se stal titulárním ostřihomským kanovníkem v Trnavě a o šest let později bratislavským kanovníkem. Byl autorem několika učebnic z oblasti filozofie.
- František Urbánek (1790–1880) se narodil v Banské Štiavnici. Kromě církevní dráhy byl významným ovocnářem. Studoval v Bratislavě, Trnavě a ve Vídni. Po vysvěcení na kněze v roce 1831 působil jako kazatel v jezuitském kostele, později se stal kanovníkem (v roce 1857). Jako farář působil v Ivance pri Dunaji v dnešních Jaslovských Bohunicích a v Majcichově.
- Jozef Csernák († 1871) byl od roku 1860 bratislavským kanovníkem. Působil jako člen výboru Spolku na restaurování bratislavského Dómu.
- Jozef Pantocsek (1804–1884) se narodil ve Voderadech. Filozofii a teologii vystudoval v Trnavě. Jako kněz působil na více místech Slovenska a Maďarska, byl představeným vídeňského Pázmánea. Od roku 1861 byl kanovníkem v Bratislavě a později rektorem školy Kolegium Emericanum na dnešní Kapitulské ulici. Získal hodnost titulárním probošta. Významně se zapsal do kulturních dějin Slovenska – byl jedním ze zakládajících členů Matice slovenské, Spolku svatého Vojtěcha a jednoho z sponzorských gymnázií (v Klášteře pod Znievom). Jako národně uvědomělý kněz spolupracoval s dalšími kulturními buditeli – Martinem Hamuljakem a Jánem Hollým – na kulturním pozdvihnutí národa. Patřil k aktivním členům Spolku na restaurování bratislavského Dómu. S jeho jménem se setkáváme také u donátorství okna v severní lodi nad vchodem do kostela.
- Michal Schumichraszt (1821–1869) pocházel z aristokratické rodiny; stal se doktorem filozofie. Patřil ke stálým členům Spolku na restaurování bratislavského Dómu.
- František Horeczký (Horetzky, Horecký) (1819–1905) pocházel z baronské rodiny Horeczků. Po studiu teologie ve Vídni a vysvěcení v roce 1845 působil v Budíně, Čachticích a na dalších místech. Od roku 1864 byl bratislavským kanovníkem, později titulárním proboštem, gymnaziálním komisařem a profesorem církevních dějin a práva na bohosloveckém semináři. Od roku 1882 působil jako městský farář. Patřil k představitelům Spolku na restaurování bratislavského Dómu. S jeho jménem se můžeme setkat na pamětní desce věnované bratislavským kanovníkům na domě na Kapitulské ulici č. 18. Se jménem barona Františka Horeczkého se setkáváme ještě na jedné vitráží – byl donátorem okna v levé lodi těsně u kaple svatého Jana Almužníka.
- Imrich Mikšík (1792–1871) pocházel z Nitry kde i vystudoval teologický seminář. Působil na více místech Slovenska, od roku 1863 byl titulárním ostřihomským kanovníkem; o rok později se stal kanovníkem v Bratislavě. Byl činný i literárně – patřil k mladší generaci bernolákovců.
- Jozef Blásy († 1879) byl od roku 1865 kanovníkem Bratislavské kapituly. Později se stal kustodem kapituly, konzistoriálním přísedícím v Trnavě a diecézním cenzorem. Patřil ke stálým členům Spolku na restaurování bratislavského Dómu.
- Karol Rimel (1825–1904) pocházel z Ostřihomi, studoval v Bratislavě, Trnavě a ve Vídni. Po vysvěcení na kněze v roce 1848 v rodném městě přednášel církevní dějiny a církevní právo. Poté, co se v roce 1867 stal bratislavským kanovníkem, byl jmenován do funkce učitele následníka trůnu Rudolfa a jeho sester. Dosáhl významné církevní kariéry – byl titulárním opatem (1870), městským farářem (1889), papežským prelátem (1892) a biskupem v Banské Bystrici (1893). Psal i práce s historickou tematikou. Zajímavostí je fakt, že v roce 1892 vysvětil jeskyni lurdské Panny Marie na Hlboké cestě v Bratislavě. Působil také v Spolku na restaurování bratislavského Dómu.

Podle historických záznamů dnešní třetí okenní tabulku při renovaci v roce 1966 (dokládá to text Renovatum ad 1966) nahradila původní, která byla poškozena. Text na ní obsahoval jména dalších předních hodnostářů bratislavské kapituly, kteří se zasloužili o výzdobu svatyně – Andreje Lipthaye, Petra Méhese, Karla Heillera a Antona Geramba.
Závěr presbytáře prosvětluje třídílná vitráž, jejíž výzdobu tvoří tři postavy – uprostřed patrona chrámu svatého Martina po pravici s prvním uherským králem Štěpánem I. a po levici s Ladislavem I. Okno v horní části zdobí svatoštěpánská koruna, připomínající historickou funkci dómu jako korunovačního chrámu. Okno pochází z roku 1867.

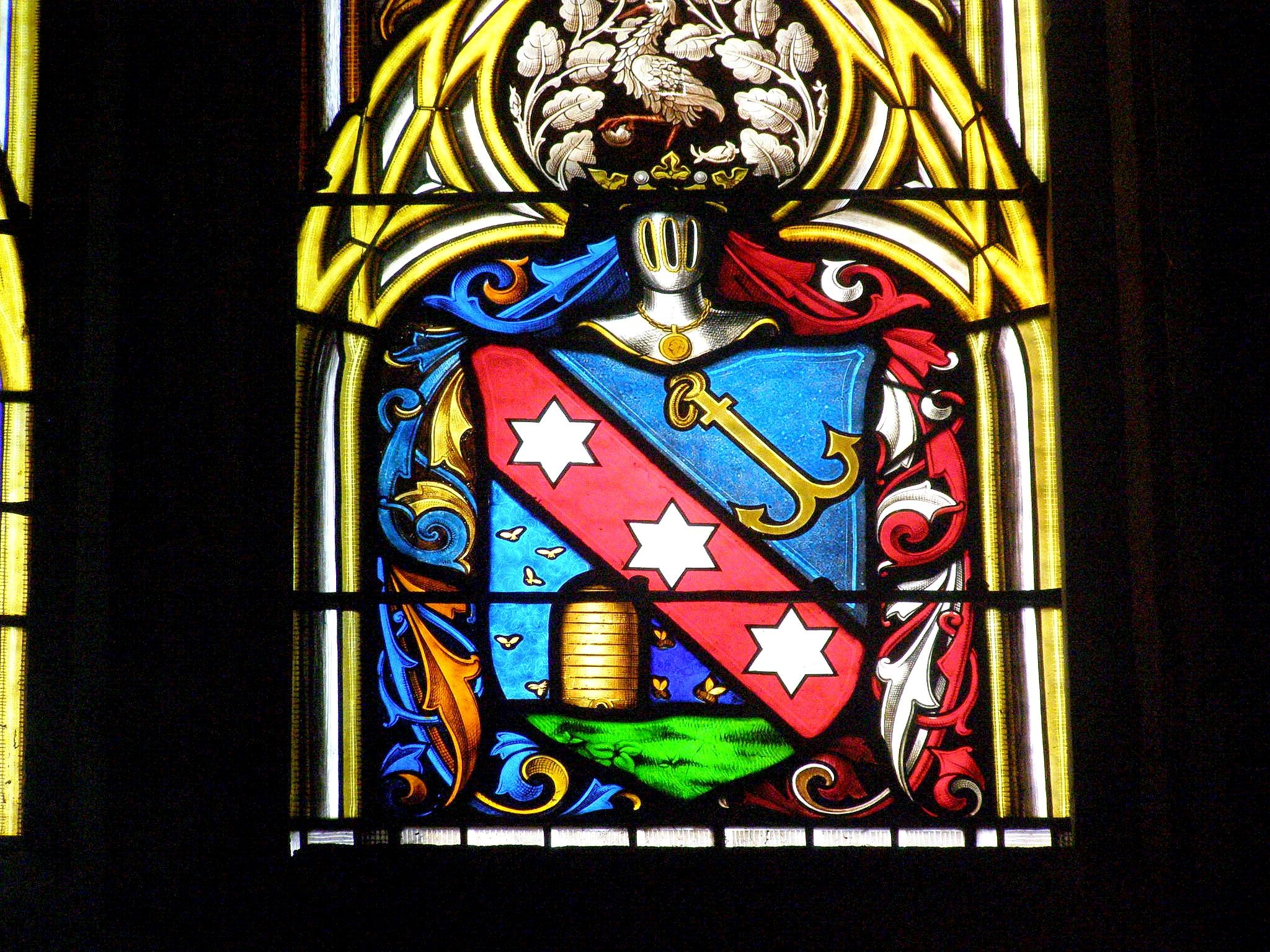
Rodový erb Scherzů na spodní tabulce vitráže v presbytáři dómu. Na modrém poli je červené kosmé břevno se třemi bílými šesticípými hvězdami. V horní části štítu je zlatá kotva, ve spodní na zeleném pažitu zlatý úl s devíti letícími včelami. Klenot tvoří bílý stojící jeřáb držící v pravé noze kámen

Do jižní stěny svatyně je zasazeno pět vitrážových oken, z nichž první a páté (ve směru od závěru presbytáře) mají pouze jednoduchou ornamentální výzdobu; první okno kromě toho obsahuje ve spodní části nápisy o obnovování výzdoby v roce 1966 a původní datace, rok 1867, páté je bez nápisů i erbů.
Z uměleckohistorického hlediska jsou významnější zbylá tři vitrážová okna – ve směru od závěru svatyně – okno Scherzů, okno obchodnické gildy a okno Majthényiů.
Okno Scherzů je pruty rozděleno na čtyři pole. Kromě spodního pásu tabulek je celé okno vyplněno jednoduchou ornamentální výzdobou. Nápisy na tabulkách a erb identifikují donátory okna, kterými byli tři synové významného prešpurského obchodníka Filipa Scherzo de Vaszója (1778–1857) – Jozef, Ján a Karol. Zatímco první dva pokračovali v otcových šlépějích, nejmladší Karol (1807–1888) se proslavil nejvíce. Stal se podhradským farářem a dómským kaplanem. Byl znám svou lidumilností.
Filip Scherzo de Vaszója pocházel ze západomaďarské Šoproně se v roce 1805 stal bratislavským měšťanem. Byl významným obchodníkem s koloniálním zbožím. V první polovině 19. století patřil k největším prešpurským daňovým poplatníkům. V roce 1825 byl povýšen do šlechtického stavu a získal predikát "de Vaszója" (podle obce Vaszója v Aradské župě; dnes obec Văsoaia v západním Rumunsku), kde získal v roce 1813 majetek.
Okno obchodnické gildy dostalo své pojmenování podle společenství zvaného Bratislavská obchodnická gilda, které vzniklo v roce 1699 na základě privilegia císaře a uherského krále Leopolda I. V únoru 1874 gilda zanikla a od 8. června 1874 se datuje činnost Bratislavského obchodního společenství, do kterého vstoupilo několik členů obchodnické gildy.
Čtyřdílné okno má, podobně jako ostatní okna, v horní části ornamentální výzdobu. Spodní část na dvou krajních tabulkách nese texty s abecedně uspořádaným seznamem donátorů a vročení – 1865. Vnitřní tabulky obsahují erby – vlevo znak obchodnické gildy, vpravo znak, na kterém na červeném štítě je zlatá vztyčená okřídlená hůl, kolem níž se zespodu ovíjejí dva stříbrní hadi.
Seznam donátorů obsahuje jména významných prešpurských obchodníků, kteří (kromě Josefa Paluďaie) byli všichni členy Bratislavské obchodnické gildy. Hned první v seznamu – Teodor Edl st. (1815–1882) byl mimo jiné významným obchodníkem (vlastnil obchod se střižním zbožím, byl prezidentem obchodní a živnostenské komory a spolumajitelem Hamrů v nedaleké Borince, zasloužil se o rozvoj hospodářských a řemeslných škol) i předním purkmistrem (spolu s Heinrichem Justem a Karlem Heillerem měl velkou zásluhu na zvelebování města). Byl také členem mnoha městských spolků. Jeho syn byl Teodor Edl ml. Edlové byly pohřbíváni na Ondrejském hřbitově.
Dalším na seznamu je Ján Fischer (jde o jméno dvou Fischerů – otce a syna). Starší z nich byl od roku 1816 členem cechu; obchodoval s koloniálním zbožím a šumivým vínem. Za zásluhy o rozvoj obchodu byl povýšen do šlechtického stavu. Ján Fischer ml. zdědil otcovy obchody, kromě toho byl členem několika obchodnických a finančních institucí (např. Bratislavské mlynskodolinské společnosti). Byl také členem Spolku na restaurování bratislavského Dómu.
Heinrich Hofer obchodoval s koloniálním zbožím a barvami. Patřil mu obchod U tří bílých lvů stojící na místě dnešního divadla Pavla Országha Hviezdoslava. Kromě obchodních aktivit se také angažoval i společensky – byl např. členem Církevního hudebního spolku i Spolku na restaurování bratislavského Dómu.
Karol Neiszidler pocházel z Ostřihomi. Po účasti na revoluci v letech 1848/1849 se usadil v Bratislavě, kde ho v roce 1859 přijali do obchodnické gildy. Vlastnil dva obchody s koloniálním zbožím – U černého psa na dnešní Obchodné ulice a jeho filiálku na dnešním Náměstí SNP. Byl povýšen do šlechtického stavu s predikátem "Ujlaky". Angažoval se i politicky – jako poslanec zemského sněmu. Jeho jméno figurovalo v předsednictvích několika finančních institucí (např. po vzniku Bratislavské obecné spořitelny se stal jejím prvním ředitelem). Po smrti byl pohřben na Ondrejském hřbitově.
Jozef Paluďai (1846–1915) byl příslušníkem významné bratislavské obchodnické a pohostinská rodiny. Jméno rodu proslavil zejména Jozefův otec Jakub Michal, který byl známým velkoobchodníkem s vínem a od roku 1844 vlastnil hostinec na Železné studánce, o čtyři roky později získal hostinec U zeleného stromu, pozdější hotel Carlton. Vyhlášená vína se značkou Palugyay byla známa dokonce i v zámoří. Rod vlastnil v Bratislavě několik paláců. Jozef měl dva bratry – Františka a Karla. Všichni patřili k významným měšťanům, aktivním ve veřejném a společenském životě. Paluďaiové byli také velkými lidomily a mecenáši církve (byli donátory vitráží nejen v Dómu ale i v Blumentálském kostele a Kostele svatého Ladislava.
Jozef Predl obchodoval s barvami. Do cechu byl přijat v roce 1855. V roce 1867 se stal členem Spolku na restaurování bratislavského Dómu.
Karol Römer obchodoval s barvami, se semeny a s zemědělskými plodinami, které prodával v obchodě na Lazaretské ulici a v obchodě s firemním štítem U Jonáše ve velrybě v budově u milosrdných bratří.
Posledním ze seznamu obchodníků je Štefan Sommer (1824–1914), který kromě obchodnických aktivit (byl hodinářem a členem představenstva spořitelny) působil v církevním hudebním spolku i Spolku na restaurování bratislavského Dómu.

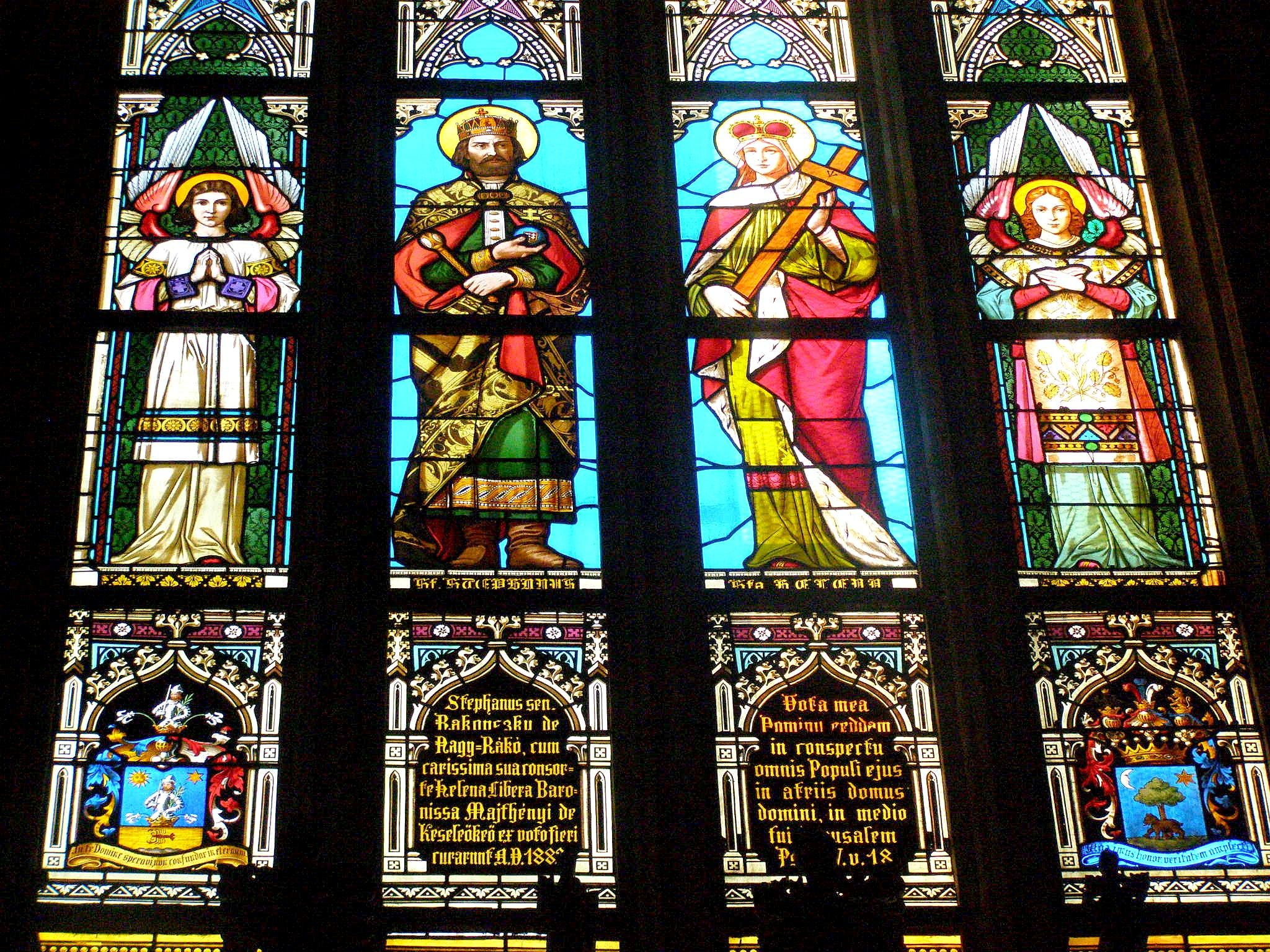
Figurální výzdoba okna Majthényiovcov

Poslední významnou vitráží v presbytáři je tzv. okno Majthényiů rozdělené pruty do čtyř polí. Na rozdíl od předchozí vitráže v horní části kromě ornamentální obsahuje i figurální výzdobu, kterou tvoří dvojice andělů v krajních polích a postavy prvního uherského krále Štěpána I. a matky prvního křesťanského císaře Konstantina I. Svaté Heleny. Obě krajní tabulky ve spodní části vitráže nesou rodové erby, dokládající donátory okna, kterými byly Štefan Rakovský a jeho manželka Helena Majthényiová (k jejich postavám se váže i figurální výzdoba v podobě světců – osobních patronů manželského páru). Druhá spodní tabulka (pod postavou sv. Štěpána) obsahuje votivní latinský nápis s vročením 1883. Tabulka vpravo (pod postavou sv. Heleny) obsahuje citát z Bible, kde je však chybně uveden zdroj (na vitráží uvádí 18. verš 115. žalmu; ve skutečnosti uvedený citát jsou 18. a 19. verš žalmu 116) : "Vota mea, Domino reddam in conspectu, omnis Populi ejus in atriis domus, Domini, in medio tui Jerusalem. Ps., CXV, v. 18 ("Svoje sliby Hospodinu splním před veškerým jeho lidem, v nádvořích Hospodinova domu, Jeruzaléme, v tvém středu.").
Svatý Štěpán je zobrazen v tradiční ikonografii – oděný do korunovačního pláště s uherskými královskými insigniemi v rukou. Svatá Helena drží v rukou všeobecně známý atribut – kříž – domalovaný v místě křížení ramen třemi navzájem překříženými hřebíky – symbolem Kristova ukřižování. Oba světce identifikují i nápisy u jejich nohou.
Štefan Rakovský (též Rakovszký) (1832–1891) pocházel ze staré šlechtické rodiny. Byl vysoce vzdělaným purkmistrem (měl právnické vzdělání). Měl velkou zásluhu na kulturním pozdvihnutí obyvatel města. Byl jedním ze zakladatelů Městského muzea, kterému při založení věnoval své bohaté soukromé sbírky. Přispíval do několika periodik odbornými články z oblasti historie. Po smrti byl pohřben na Ondrejském hřbitově. 16. června 1857 se ve Vídni oženil s Helenou Majthényiovou (1839–1903), pocházející ze starého uherského baronského rodu, dcerou c. k. komorského rádce a hlavního župana Tekovské župy Augusta Majthényiho a jeho manželky Julie Szentiványové. Manželé Rakovští obývali palác na Laurinské ulici.
Kromě donátorství uvedené vitráže Štefan a Helena Rakovští přispěli v roce 1867 na rekonstrukci původních kovových dvířek neogotického pastofória ve svatyni chrámu.

## Pravá loď

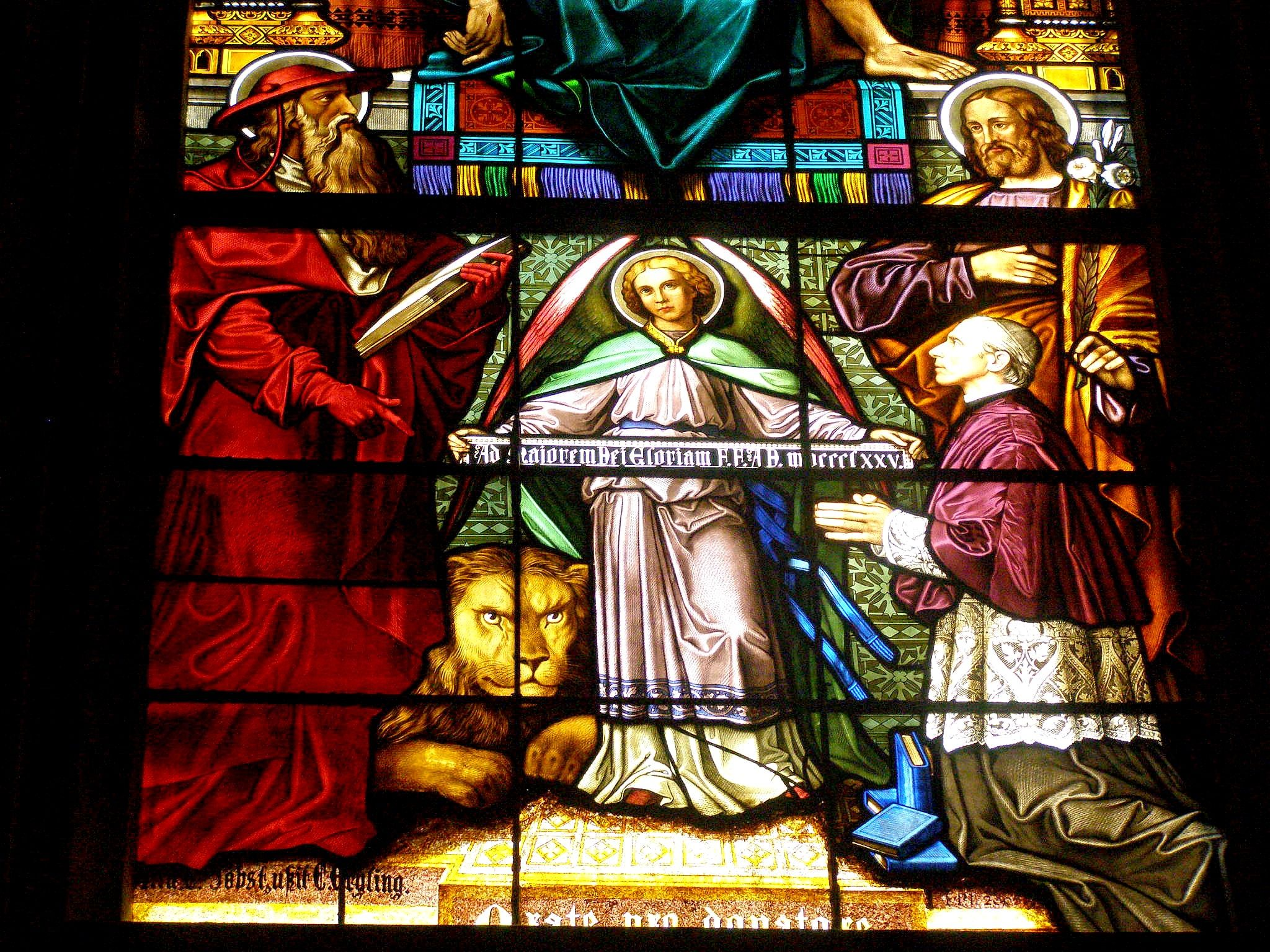
Spodní část výzdoby okna Jozefa Danka. Donátor klečí po pravé straně anděla pod postavou svého osobního patrona – svatého Josefa

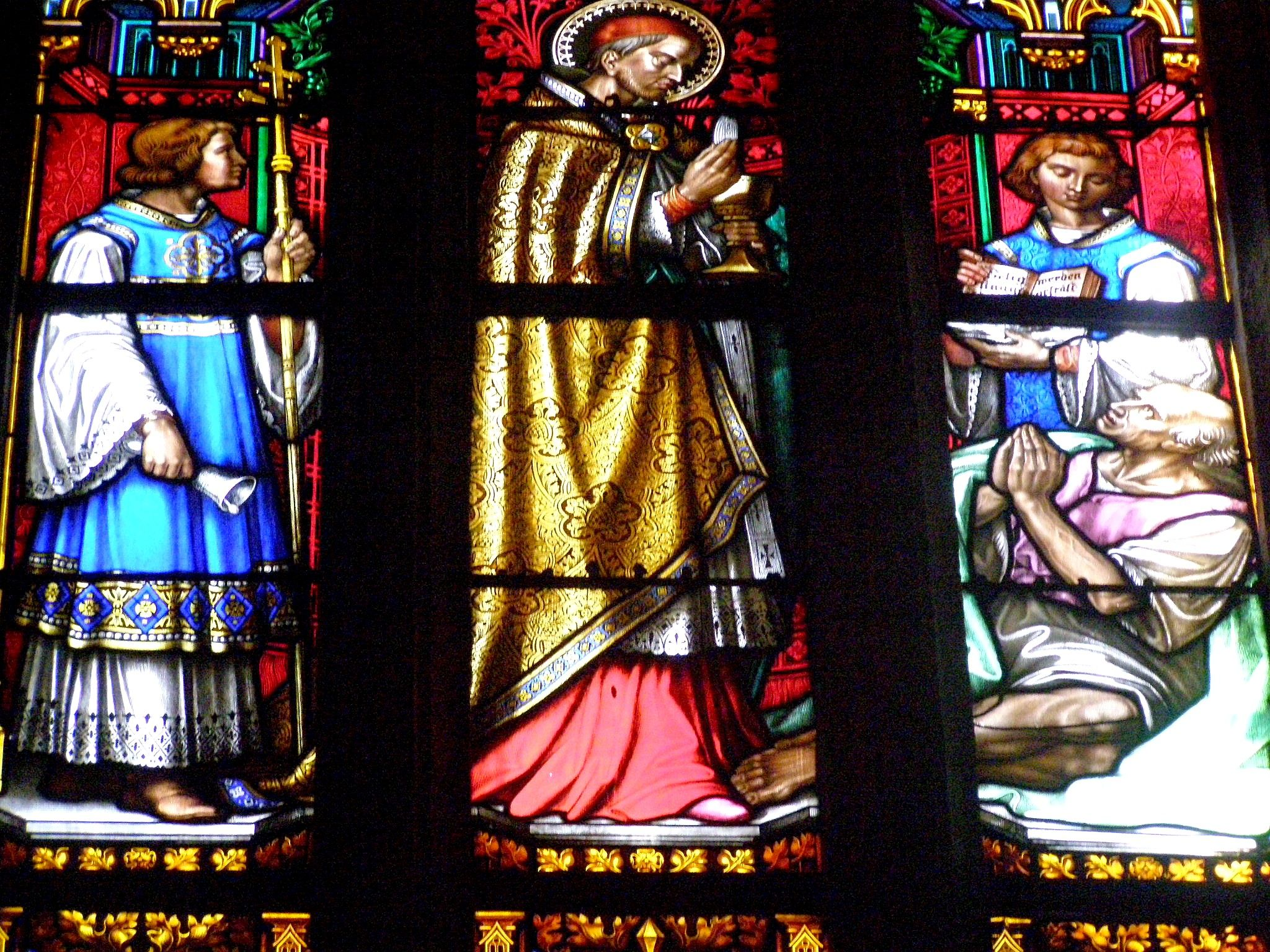
Střední figurální část okna věnovaného dómskému faráři Karlovi Heillerovi. Je na ní zobrazen Heillerův osobní patron sv. Karel Boromejský při udělování eucharistie během morové epidemie v Miláně v roce 1576

Do jižní zdi katedrály je zasazeno šest vitrážových oken. Při pohledu směrem ke svatyni je prvním oknem ve východní stěně lodi okno, jehož donátorem byl kanovník bratislavské kapituly Jozef Danko. Okno je velmi bohaté nejen svojí ornamentální, ale i figurální výzdobou. Její ústřední tematikou je obraz Piety. Nad obrazem Piety sedí na trůnu uprostřed gotické architektury uherský král Ladislav I.; v tympanonu nad ním je umístěn znak Uherska. Po obou stranách truchlící Panny Marie s ukřižovaným Kristem stojí světci – vlevo svatý Jeroným v rudém plášti doprovázený tradičním atributem – lvem a vpravo svatý Josef, osobní patron donátora. Mezi nimi stojí anděl držící stuhu s nápisem a letopočtem 1875. Úplně dole čteme nápis Orate pro donatore Josepho Danko E. M. S. Canonico in hac Ecclesia renato, zaznamenávající jméno donátora, který se na vitráží nechal zpodobnit v póze věčného ctitele, kleče po pravé straně anděla pod svatým Josefem. Knihy u jeho nohou poukazují na Daňkovu literární činnost.
Jozef Danko (1829–1895) se kromě církevní kariéry (byl bratislavským a ostřihomským kanovníkem, teologem a pedagogem na Imrichově koleji) věnoval i historii umění a sběratelství uměleckých předmětů.
V pořadí dalším oknem je vitráž z roku 1874, jejímž ústředním motivem je výjev Zvěstování Panně Marii. Výjev se odehrává v malé místnosti s otevřeným oknem s výhledem do okolní krajiny, kde archanděl Gabriel oznamuje Panně Marii, že se stane Boží matkou. Událost z nebes sleduje Bůh Otec, pod nímž se vznáší holubice – symbol Ducha svatého.
Tabulky ve spodní části třídílné vitráže informují o donátorech, roku vzniku okna - 1874 a roku renovace – 1972. V záznamech Bratislavské kapituly jsou jako donátoři vitráže uvedeni sourozenci Anton a Katarína Lindenmayerovi. Bližší údaje o obou osobách jsou však nedostatečné (ví se, že Anton Lindenmayer byl členem Spolku na restaurování bratislavského Dómu).
Obrazy svatého Petra a Pavla pod Svatou trojicí dominují vitráží, jejímž donátorem byl Michal Gervais (1819–1896). Gervais byl uznávaným představitelem uherského poštovnictví a ředitelem královských pošt. Kromě této vitráže dómu věnoval i okno s motivem archanděla Michala v kapli svaté Anny.
Téměř přímo naproti hlavnímu vchodu je umístěna dvojice vitráží tvořící ideovou jednotu. Obě spojuje osoba městského faráře a hlavního iniciátora puristické přestavby dómu Karola Heillera (1811–1889). Okno vlevo vyplňuje obraz svatého Karla Boromejského, Heillerova osobního patrona, při udělování eucharistie během morové epidemie v Miláně v roce 1576. Letopočty na stuze pod městským znakem Bratislavy označují pětadvacetileté působení Karola Heillera ve funkci městského faráře. Německý text ve spodní části vitráže ozřejmuje Heillerovy zásluhy na restaurování dómu. Okno při příležitosti čtvrtstoletí Heillerova působení v dómu ve funkci faráře v roce 1874 věnovala Autonomní katolická cirkevní obec.
Třídílné okno vpravo má stejně bohatou figurální výzdobu, které dominuje postava svaté Cecílie držící v rukou tradiční atribut – varhany, mezi dvojicí andělů. Pod svatou Cecilii je poprsí biblického krále Davida s lyrou (David je považován za patrona hudebníků a zpěváků). Z německého textu ve spodní části vitráže vyplývá, že okno dal Karlovi Heillerovi, jako svému předsedovi, opatovi, jubileujícímu městskému faráři a velkému podporovateli chrámové hudby zhotovit Církevní hudební spolek.
Církevní hudební spolek v Bratislavě byl nejstarším, největším a jedním z nejdéle existujících hudebních spolků v Uhersku. Jeho účinkování je ohraničeno lety 1828–1953. Mezi jeho členy nacházíme mnoho významných městských představitelů, jejichž jména známe i z dalších vitráží v katedrále – kromě Karola Heillera, který spolku svého času předsedal, církevním protektorem byl ostřihomský arcibiskup Ján Simor, pokladníkem byl Teodor Edl st. Významným kapelníkem spolku v letech 1921–1948 byl Alexander Albrecht. Podle historických záznamů měl spolek v roce 1873 čtyři sta sedmdesát sedm členů.
Karlovi Heillerovi je věnováno i poslední, dekorativní zdobené rozetové okno na jižní straně kostela pocházející z roku 1874.

## Levá loď

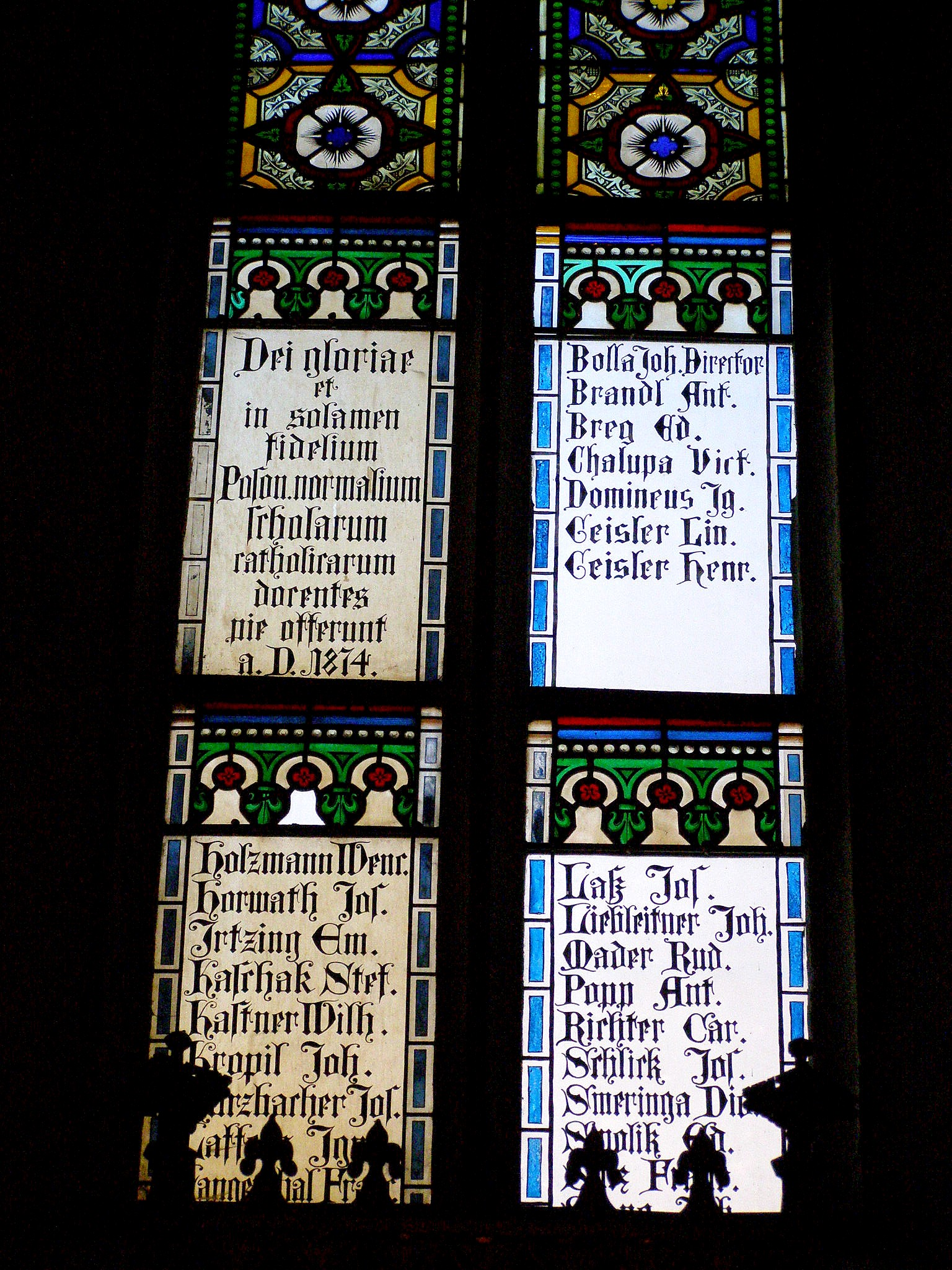
Seznam učitelů školy, tzv. normálky, kteří věnovali vitráž nacházející se nad oltářem svatého Ondřeje v severní lodi katedrály

Počtem skromnější zastoupení vitráží v severní lodi katedrály reprezentují tři okna; ve směru od svatyně je to okno věnované baronem Františkem Horeczkým, okno věnované učiteli bratislavské školy – normálky a okno Josefa Pantocseka.
První okno (nacházející se těsně u kaple svatého Jana Almužníka), podle torza erbu ve spodní části středního pole, Dómu věnoval kanovník Bratislavské kapituly František Horeczký, jehož jméno se objevuje i na seznamu kanovníků-učenců kapituly na jedné z vitráží v presbytáři. První tabulka okna obsahuje logo Československé obchodní banky, jednoho ze sponzorů restaurátorských prací v chrámu v 90. letech 20. století, třetí tabulka má na štítě zachovanou část původního votivního nápisu s datováním 1874.
Z hlediska dějin školství a školských zařízení na území města je zajímavé okno, které v roce 1874 vzniklo za podpory bratislavské školy – normálky – a jejích učitelů. Na čtyřech textových tabulkách vitráže, umístěné nad oltářem svatého Ondřeje, je kromě votivního nápisu uveden abecedně seřazený seznam dvaceti osmi osob – učitelů vzdělávacího ústavu, který připravoval budoucí učitele na nižší stupeň škol. V Bratislavě v druhé polovině 19. století vedle církevních lidových škol působila škola, tzv. normálka (Normalhauptschule) s nižší reálkou (Realschule) při svatém Martinovi, tři hlavní školy (při svatém Ladislavu, Imrichovi a Štěpánovi), dvě chlapecké lidové školy a dvě dívčí lidové školy na předměstích (Nové město a Město Marie Terezie).
Mezi osobami uvedenými na seznamu okenní vitráže jsou nejvýznamnější první dvě jména – Jan Bolla a Anton Brandl.
Ján Bolla (1806–1881), pocházející ze zemanské rodiny, se kromě pedagogické činnosti významně zasloužil o výzkum flóry okolí Bratislavy. Byl spoluzakladatelem Bratislavského lékařsko-přírodovědného spolku a později předsedou jeho botanické sekce.
Anton Normann Brandl (1817–1893) původem z české Litomyšle se v roce 1845 usadil v Bratislavě a přežil zde zbytek života. Byl sochařem a restauratérem, patřil k významným pedagogům výtvarného umění na několika bratislavských školách. Dodnes z jeho prací lze obdivovat např. sochu Štěpána I., umístěnou v průčelní nice kapucínského kostela svatého Štěpána na Kapucínské ulici v Bratislavě.

## Jižní předsíň
Třídílná vitráž v jižní předsíni je jediným oknem prosvětlujícím tento prostor. Střední část obsahuje postavu žehnajícího Krista, pod kterým je latinský citát z Bible: "Pacem religio vobis, pacem meam do vobis, non guomodo mundus dat, ego do vobis. Joan. XIV. 27" (Jan 14,27). Obě krajní tabulky obsahují úryvky v maďarštině z Matoušova evangelia.

## Kaple svaté Anny

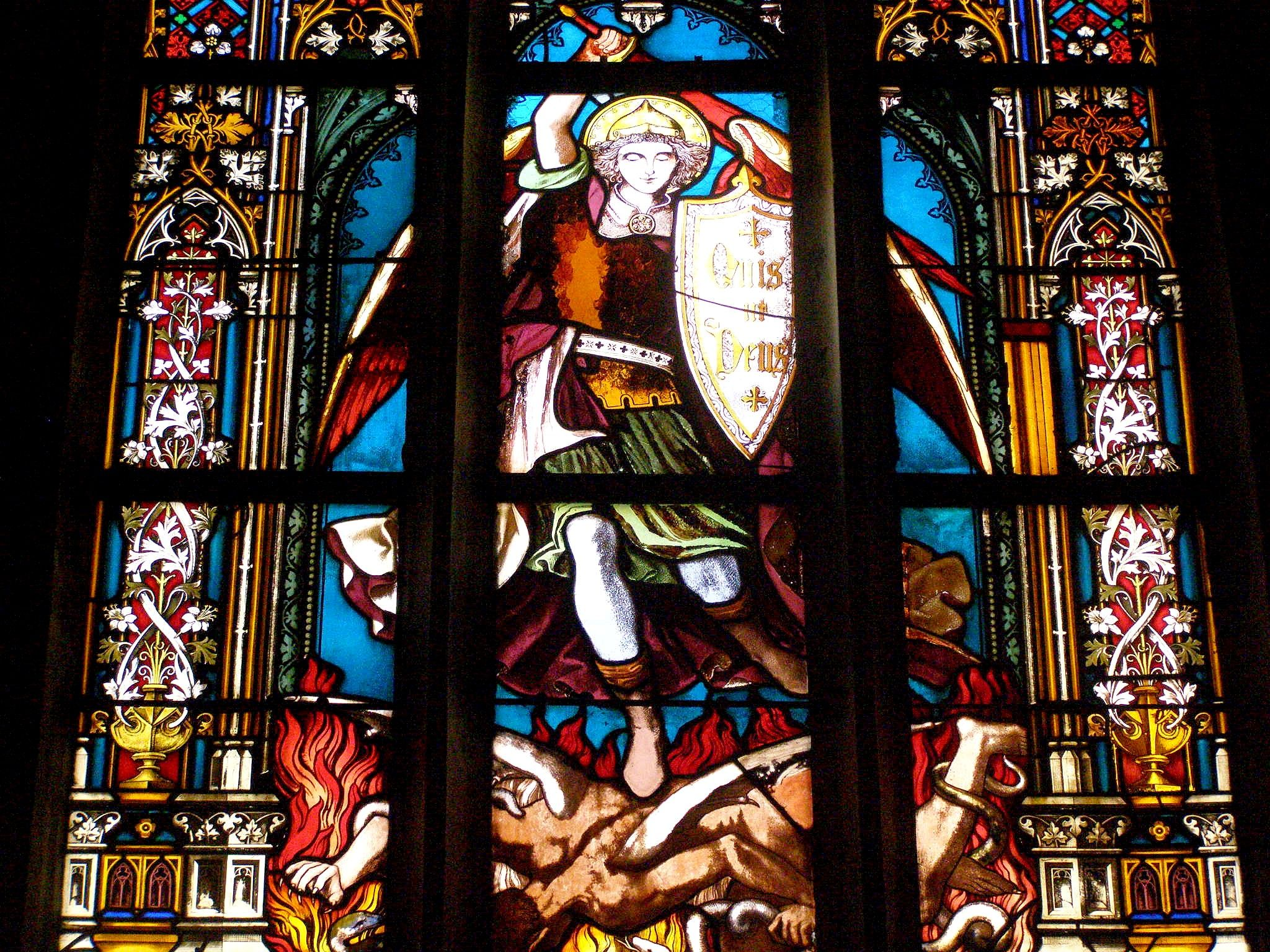
Motiv svatého archanděla Michaela s drakem zdobí vitráž v kapli svaté Anny

Severní kaple svaté Anny obsahuje tři vitrážová okna. Zatímco dvě vitráže v jejím závěru mají pouze jednoduchou ornamentální výzdobu, na největším okně přímo naproti vchodu je vyobrazen archanděl Michal ve zbroji, zadupávající draka do pekelného ohně. V levé ruce drží štít, na kterém čteme latinský nápis, který je překladem hebrejského originálu archandělova výroku QUIS UT DEUS? (Kdo je jako Bůh?).
Donátorem okna byl Michal Gervais, který v postavě archanděla Michala nechal vyobrazit svého osobního patrona.

## Věž
Za protipól vitráže v závěru presbytáře se považuje okno ve věži umístěné za chórem. Jeho tři pole obsahují jak ornamentální, tak i figurální výzdobu. Ve střední části je žehnající Kristus, držící v levé ruce otevřenou knihu na stránkách s písmeny řecké abecedy? (Alfa) a (Omega), tj. počátek a konec (slova ze zjevení svatého Jana: "Já jsem Alfa i Omega, počátek i konec, první i poslední" (Zj 22,13)). Pod jeho nohama je text ze 115. žalmu: NON NOBIS DOMINE, NON NOBIS SED NOMINI TUO DA GLORIAM (Ne nás, Hospodine, ne nás, ale svoje jméno oslav).
Na krajních tabulkách vitráže dominují dvě postavy klečících kněží s biskupskými insigniemi doplněné rodovým erbem, patřícím donátoru vitráže. Byl jím biskup Arnold Ipoly-Stummer (1823–1886), pocházející z Kosihů nad Ipľom, který se kromě duchovní kariéry (působil na více místech Slovenska, na sklonku života byl biskupem v Velkém Varadíně, kde i zemřel) věnoval historii výtvarného umění a archeologii. Byl známý svým angažováním se ve věcech ochrany památek a památkové péče; jeho zásluhou vzniklo několik muzeí, byl autorem odborných publikací o dějinách středověkých královských měst, byl aktivním členem uherské akademie věd. Svými cennými radami přispěl i při regotizaci dómu svatého Martina.